# V. Henrik német-római császár
V. Henrik (németül: Heinrich V.), (1081. január 8. vagy 1086. augusztus 11. – 1125. május 23./25.) német társkirály 1099-től, egyeduralkodó 1105-től, német-római császár 1111-től haláláig; a Száli-ház negyedik és egyben utolsó uralkodója volt.

## Élete

### Trónralépte
1099-ben édesapja, IV. Henrik megválasztatta német királynak idősebb, rebellis fia, Konrád helyébe. 1105-ben viszont Henrik volt az, aki fellázadt, és kikényszerítette apja lemondását.

### Az invesztitúra kérdése
Henrik már közvetlenül trónra lépését követően megindult az ellenségeskedés a pápával. Amikor ugyanis II. Paszkál pápa 1106-ban a guastallai zsinaton eltiltotta az invesztitúrától, 30 000 lovag élén Róma felé indult. A fenyegetett pápa ekkor más megoldás hiányában oly szerződést kötött Henrikkel, amelynek értelmében az összes papság nevében a világi (hűbér) birtokok haszonélvezetéről lemondott, hogy ilyenformán az invesztitúrát feleslegessé tegye. A ravasz Henrik jól tudta, hogy a főpapok ezt a szerződést soha nem fogják elismerni, de azért elfogadta ezt a változatot, a pápától pedig azt követelte, hogy őt a szerződés ünnepélyes elfogadása után azonnal császárrá koronázza. Az a hangos tiltakozás azonban, mellyel a Szent Péter-templomában egybegyűlt papok a szerződést elvetették, Paszkál pápa békés tervét meghiúsította és azt eredményezte, hogy a német lovagok és a papok között a szent helyen véres tusa fejlődött. Henrik kapván az alkalmon, a pápát szószegés ürügye alatt több bíborossal együtt fogságba hurcolta s a német táborban mindaddig fogva tartotta, amíg Paszkál az invesztitúrajog gyakorlatát megint megengedte.

### Cseh kérdés
Ezt követően figyelme az egykor – még nagyapja, III. Henrik idejében – a birodalomnak alárendelt országok hűbérességének visszaállítására terelődik. Szvatopluk cseh fejedelem, hogy megtarthassa trónját II. Bořivoj ellenében, 1107-ben elismerte hűbérurának, és részt is vett annak magyar, majd lengyel hadjáratában.

### Magyarországi hadjárat
A magyarországi hadjáratra már 1108-ban sor került. A király a Kálmán magyar király ellen lázadó Álmos herceg támogatására vezetett hadat Magyarországra, ám azt követően, hogy a Kálmánnal szövetséges III. Boleszláv lengyel fejedelem Csehországra támadott, és emiatt Szvatopluk elvonult seregével, ő is kénytelen volt visszafordulni.

### Lengyelországi hadjárat
Nem felejtette el Boleszláv tettét, és hamarosan megtámadta Lengyelországot, ám ez a vállalkozása a boroszlói vereséggel végződött 1109-ben.
Egyedüli gyógyírként az szolgálhatott, hogy 1110-ben Szvatopluk utódja, I. Ulászló is szintén elismerte fennhatóságát.

### Invesztitúraharc
Mivel Henrik továbbra sem mondott le az invesztitúra jogáról, a pápasággal is kiújultak küzdelmei. Első itáliai hadjárata során (1110–1111) a sutri egyezményben kényszerítette II. Paszkált a birodalomtól kapott világi birtokokról való lemondásra, ám ugyanakkor ő is lemondott a kinevezés jogáról. Miután a rómaiak felkeltek ellene, foglyul ejtette a pápát, aki most már kénytelen volt megadni az invesztitúrajogot, majd császárrá is koronázta őt. (Megjegyzendő, hogy célját elérje, Henrik még a római nemesség által Paszkál ellenében 1105-ben megválasztott ellenpápát, IV. Szilvesztert is hajlandó volt ideiglenesen felkarolni.)
Ezeket az engedményeket aztán a lateráni és vienne-i zsinatok eltörölték, sőt Henriket ki is közösítették.

### Szász felkelés
Németországban ismét kitört a polgárháború: Lothár herceg vezette szász felkelés – két győztes ütközetet követően – Welfesholz (ma Gerbstedt része) mellett a császár vereségével végződött 1115-ben.

### Második itáliai hadjárat
Miután még 1115-ben az előzőleg birtokait a Szentszékre hagyó Mathild toscanai grófnő is meghalt, a császár hűbérének érvényesítésére 1116–1118 között másodszor is hadat vezetett Itáliába. II. Paszkál Beneventumba menekült Henrik elől, majd a császár távoztával visszatért Rómába, ám 1118-ban meghalt. Utódja II. Geláz lett, aki ellenében a császárpárt VIII. Gergely ellenpápát választotta meg. Geláz kiátkozta Henriket, majd Clunybe menekült, de már 1119-ben meghalt. Utódját, II. Kallixtuszt elismerték a német püspökök is, és a fitzlari gyűlésen kiátkozták a császárt.

### Wormsi konkordátum
Henrik szorult helyzetében a triburi gyűlésen belement a jogtalanul a koronához csatolt javak visszaadásába, majd kénytelen volt tárgyalásokba bocsátkozni Kallixtusszal. (Gergely 1121-ben normann fogságba esett, és ott is halt meg.)
Az 1122-es wormsi konkordátum értelmében a német területeken először a császár iktatja be a püspököket a világi, majd utána a pápa az egyházi hatalomba. Az ugyancsak a birodalom részét képező Burgundiában és Itáliában ez fordítva történik. Ezzel a közel fél évszázada tartó invesztitúraharc egyezséggel – időlegesen – véget ért ugyan, de a küzdelemben mind a pápai, mind a császári hatalom meggyengült.

### Adótervezet
Henrik utolsó célkitűzései közül a már az édesapja által is szorgalmazott egységes birodalmi adó bevezetésének gondolata emelkedett ki. Ez a terve azonban, ami a mindenkori német uralkodónak a főuraktól való tényleges függetlenségét biztosíthatta volna, nem valósult meg.

### Halála

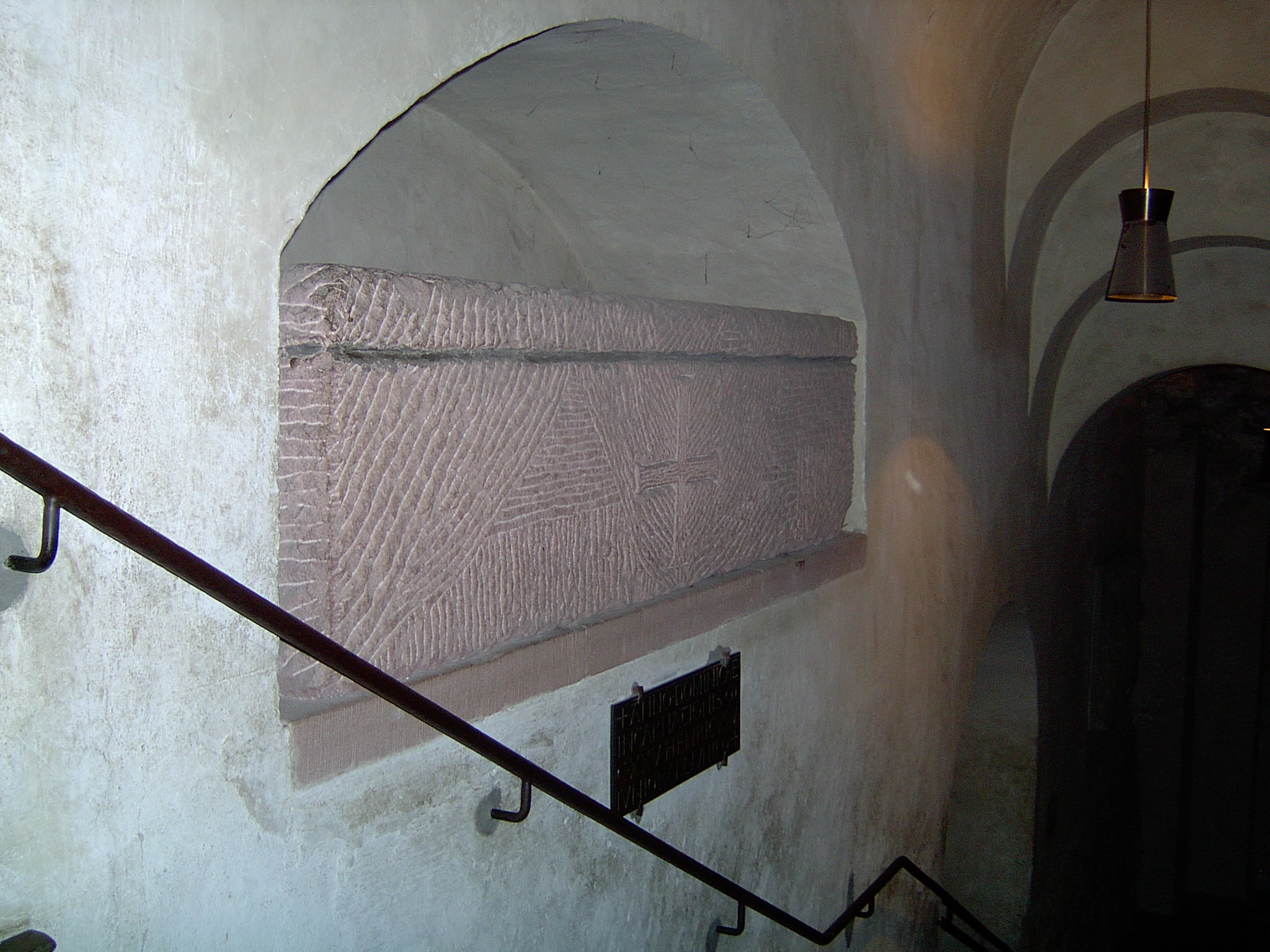
V. Henrik sírja a speyeri dómban

A valószínűleg rákos császárnak a konkordátum megkötése után 3 évvel bekövetkezett halálával kihalt a Száli-ház. Henriknek a királyi javakkal egybefonódott családi birtokait unokaöccse, II. Frigyes sváb herceg örökölte, aki ezzel megszerezte a trónöröklés jogát is a Hohenstauf-háznak.

## Megítélése
Henrik abból a célból lázadt fel édesapja ellen, hogy a császári hatalom örökölt jogait és a kúria követeléseit egymással kiegyenlítse. De ezt ő éppen olyan kevéssé érte el, mint IV. Henrik.

## Családja
1114. január 7-én Mainzban Henrik feleségül vette Normandiai Matildát (1102. február 7. – 1167. szeptember 10.), I. Henrik angol király leányát. Gyermek nem maradt utánuk.